# Тиндуф (покрајина)
Тиндуф (арап. ولاية تندوف), једна је од 48 покрајина у Народној Демократској Републици Алжир. Покрајина се налази у југозападном делу земље у појасу пустиње Сахаре.
Покрајина Тиндуф покрива укупну површину од 159.000 km² и има 58.193 становника (подаци из 2008. године). Највећи град и административни центар покрајине је град Тиндуф.